# Diclidurus albus
Diclidurus albus је сисар из реда слепих мишева (Chiroptera) и фамилије Emballonuridae.

## Угроженост
Ова врста је наведена као последња брига, јер има широко распрострањење и честа је врста.

## Распрострањење
Ареал врсте Diclidurus albus обухвата већи број држава. 
Врста има станиште у Бразилу, Мексику, Венецуели, Колумбији, Перуу, Еквадору, Боливији, Парагвају, Панами, Никарагви, Костарици, Гватемали, Хондурасу, Салвадору, Белизеу, Гвајани, Суринаму, Тринидаду и Тобагу и Француској Гвајани.

## Станиште
Станиште врсте су шуме.